# Deoclécio Redig de Campos

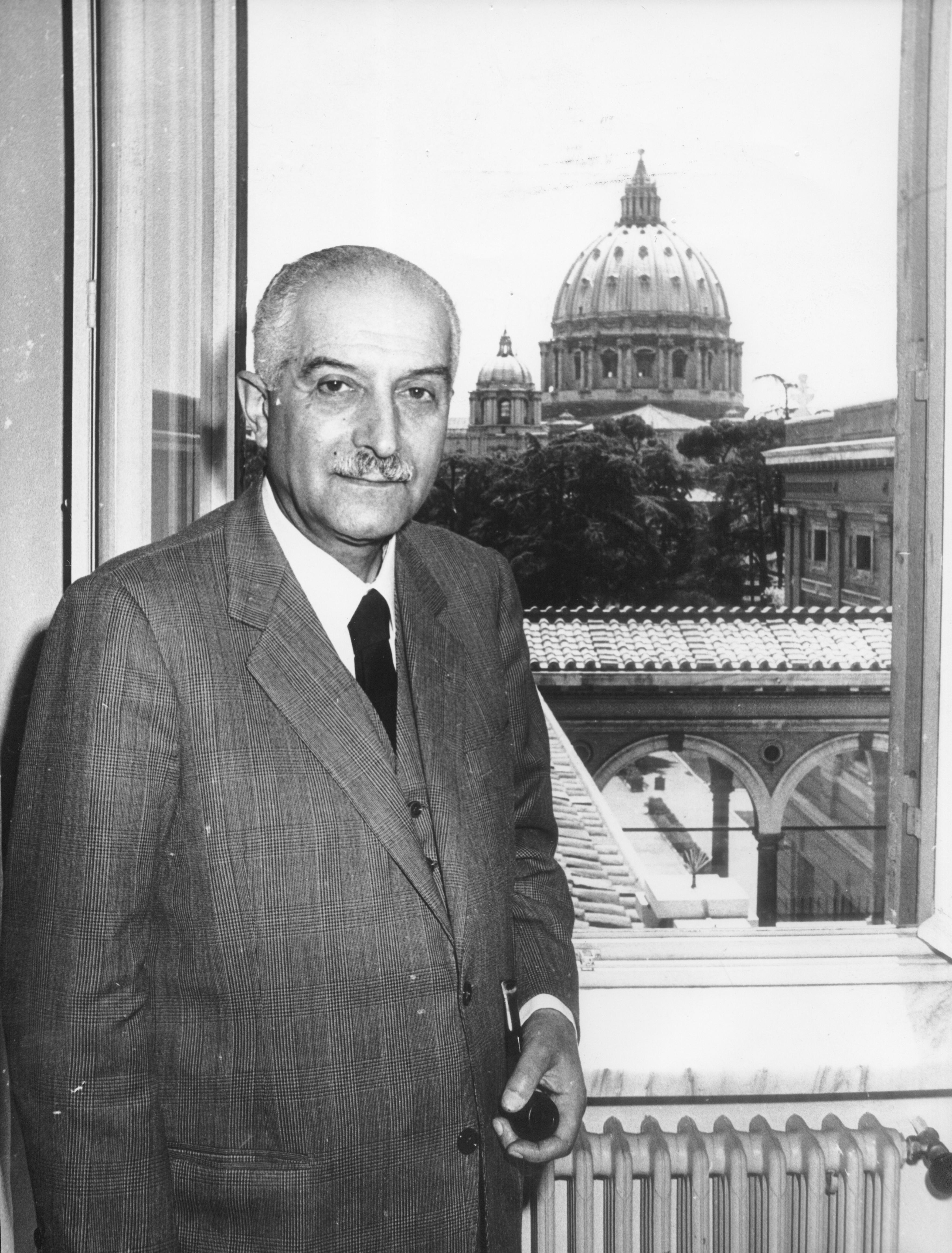
Deoclécio Redig de Campos, 1972

Deoclecio Redig de Campos (nascido em 6 de março de 1905 em Belém; falecido em 6 de abril de 1989 em Roma) foi um historiador de arte brasileiro e Diretor-Geral dos Museus Vaticanos.

## Vida
Deoclecio Redig de Campos era filho do advogado e diplomata Deoclecio de Campos, que se tornou cônsul do Brasil em Berlim em 1910, e de Zulima Redig, seu irmão mais novo, o arquiteto Olavo Redig de Campos (1906–1984). Frequentou o Hohenzollern-Gymnasium em Berlim e mudou-se com os pais para Berna em 1917 e para Roma em 1918, onde passou no exame de conclusão da escola no Lycée Chateaubriand di Roma .  Estudou história da arte na Universidade La Sapienza em Roma e recebeu seu doutorado (Laurea) com Adolfo Venturi com uma tese sobre estética sob a orientação do filósofo Giovanni Gentile .  Em 1931 casou-se com Virginia Kambo, com quem se mudou para um apartamento na Escadaria Espanhola, acima dos Salões de Chá de Babington .  A partir de 1933 trabalhou nos Museus do Vaticano e a partir de 1935 dirigiu a Pinacoteca do Vaticano . Além do trabalho nos museus, foi nomeado adido cultural da Embaixada do Brasil junto à Santa Sé, melhorando sua remuneração e status.  Em 1964, como representante do Vaticano, foi um dos signatários da Carta de Veneza .
Em 1971, Deoclécio foi nomeado Diretor-Geral dos Museus Vaticanos. Durante sua gestão, as Salas de Rafael foram restauradas e os títulos sobre os afrescos do Quattrocento na Capela Sistina foram revelados. Ele aplicou as teorias de restauração desenvolvidas por Cesare Brandi, mas não conseguiu impedir as intervenções do arquiteto Enrico Pietro Galeazzi. Em 1972, ocorreu o ataque à Pietà de Michelangelo, cuja restauração foi supervisionada por ele.Seu contrato como Diretor-Geral foi renovado a cada dois anos até 1978, quando ele se aposentou
Em 1957 recebeu a Grã-Cruz do Mérito da República Federal da Alemanha .

## Obras (seleção)
Ver Bibliografia de Deoclecio Redig de Campos. In: Bollettino dei Monumenti, Musei e Gallerie Pontificie 9, 1989, pp.
- I Palazzi Vaticani. Cappelli, Bolonha 1967
- Le stanze di Raffaello.
  - As Estâncias de Rafael . Tradução de Hermine Speier . Del Turco, Roma 1954
  - Raphaels Fresken in den Stanzen, Estugarda 1984
- I Tesori del Vaticano: La Basilica di San Pietro, le Gallerie e i Musei Vaticani, il Tesoro di San Pietro, le Grotte Vaticane e la Necropoli, i Palazzi Pontifici, Fabbri-Skira, Milão 1974.

## Literatura
- Carlo Pietrangeli : Deoclécio Redig de Campos . In: Studi romani 37, 1989, pp.
- Arnold Nesselrath : Diretor Geral dos Museus do Vaticano Deoclecio Redig de Campos (1905–1989) . In: Michael Matheus, Stefan Heid (eds.) : Locais de refúgio e redes pessoais. O Campo Santo Teutônico e o Vaticano 1933-1955 . Herder, Freiburg 2015, ISBN 978-3-451-30930-4, pp.

## Links da web
- Literatura de e sobre Deoclécio Redig de Campos (em alemão) no catálogo da Biblioteca Nacional da Alemanha
- Deoclecio Redig de Campos, bei gruppodeiromanisti (PDF; 54  kB)